# ديفيد ريس (طبيب نفسي)
ديفيد ريس (بالإنجليزية: David Reiss)‏ هو طبيب نفسي أمريكي، ولد في 1937.